# NGC 7242
NGC 7242 је елиптична галаксија у сазвежђу Гуштер која се налази на NGC листи објеката дубоког неба.
Деклинација објекта је + 37° 17' 52" а ректасцензија 22h 15m 39,3s. Привидна величина (магнитуда) објекта NGC 7242 износи 12,9 а фотографска магнитуда 13,9. NGC 7242 је још познат и под ознакама UGC 11969, MCG 6-48-25, CGCG 513-23, CGCG 514-3, PGC 68434.